# Méry-sur-Seine
Méry-sur-Seine és un municipi francès situat al departament de l'Aube i a la regió del Gran Est. L'any 2007 tenia 1.380 habitants.

## Demografia

### Població
El 2007 la població de fet de Méry-sur-Seine era de 1.380 persones. Hi havia 554 famílies de les quals 178 eren unipersonals (91 homes vivint sols i 87 dones vivint soles), 143 parelles sense fills, 174 parelles amb fills i 59 famílies monoparentals amb fills.
La població ha evolucionat segons el següent gràfic:
Habitants censats

### Habitatges
El 2007 hi havia 648 habitatges, 567 eren l'habitatge principal de la família, 34 eren segones residències i 47 estaven desocupats. 553 eren cases i 92 eren apartaments. Dels 567 habitatges principals, 318 estaven ocupats pels seus propietaris, 224 estaven llogats i ocupats pels llogaters i 26 estaven cedits a títol gratuït; 2 tenien una cambra, 34 en tenien dues, 108 en tenien tres, 202 en tenien quatre i 222 en tenien cinc o més. 393 habitatges disposaven pel capbaix d'una plaça de pàrquing. A 268 habitatges hi havia un automòbil i a 211 n'hi havia dos o més.

### Piràmide de població
La piràmide de població per edats i sexe el 2009 era:
| Homes | Edats   | Dones |
| ----- | ------- | ----- |
| 0     | 95 o +  | 8     |
| 16    | 90 a 94 | 20    |
| 12    | 85 a 89 | 24    |
| 8     | 80 a 84 | 16    |
| 16    | 75 a 79 | 44    |
| 36    | 70 a 74 | 36    |
| 28    | 65 a 69 | 28    |
| 32    | 60 a 64 | 48    |
| 24    | 55 a 59 | 32    |
| 32    | 50 a 54 | 32    |
| 48    | 45 a 49 | 44    |
| 36    | 40 a 44 | 52    |
| 44    | 35 a 39 | 40    |
| 48    | 30 a 34 | 52    |
| 36    | 25 a 29 | 24    |
| 56    | 20 a 24 | 8     |
| 36    | 15 a 19 | 36    |
| 44    | 10 a 14 | 21    |
| 49    | 5 a 9   | 64    |
| 24    | 0 a 4   | 28    |

## Economia
El 2007 la població en edat de treballar era de 818 persones, 614 eren actives i 204 eren inactives. De les 614 persones actives 549 estaven ocupades (313 homes i 236 dones) i 67 estaven aturades (28 homes i 39 dones). De les 204 persones inactives 74 estaven jubilades, 56 estaven estudiant i 74 estaven classificades com a «altres inactius».

### Ingressos
El 2009 a Méry-sur-Seine hi havia 569 unitats fiscals que integraven 1.355,5 persones, la mediana anual d'ingressos fiscals per persona era de 15.600 €.

### Activitats econòmiques
Dels 68 establiments que hi havia el 2007, 2 eren d'empreses alimentàries, 7 d'empreses de fabricació d'altres productes industrials, 8 d'empreses de construcció, 13 d'empreses de comerç i reparació d'automòbils, 6 d'empreses de transport, 3 d'empreses d'hostatgeria i restauració, 4 d'empreses financeres, 2 d'empreses immobiliàries, 5 d'empreses de serveis, 10 d'entitats de l'administració pública i 8 d'empreses classificades com a «altres activitats de serveis».
Dels 20 establiments de servei als particulars que hi havia el 2009, 1 era una oficina d'administració d'Hisenda pública, 1 gendarmeria, 1 oficina de correu, 2 oficines bancàries, 1 funerària, 2 tallers de reparació d'automòbils i de material agrícola, 1 autoescola, 2 guixaires pintors, 2 fusteries, 1 lampisteria, 1 electricista, 2 perruqueries, 1 restaurant i 2 salons de bellesa.
Dels 7 establiments comercials que hi havia el 2009, 1 era un hipermercat, 1 una botiga de més de 120 m², 1 una botiga de menys de 120 m², 1 una peixateria, 1 una llibreria, 1 una botiga de material de revestiment de parets i terra i 1 una joieria.
L'any 2000 a Méry-sur-Seine hi havia 10 explotacions agrícoles que ocupaven un total de 540 hectàrees.

## Equipaments sanitaris i escolars
El 2009 hi havia 1 farmàcia i 1 ambulància.
El 2009 hi havia 1 escola maternal i 1 escola elemental. Méry-sur-Seine disposava d'un col·legi d'educació secundària amb 430 alumnes.

## Poblacions més properes
El següent diagrama mostra les poblacions més properes.